# 謝遷
谢迁（1449年—1531年），字于喬，號木齋，浙江余姚泗门（今泗门镇）人。明朝政治人物，成化十一年（1475年）状元，三朝元老，累官戶部尚書、謹身殿大學士。諡文正。其父親曾任都事，參與張楷征討鄧茂七之亂。

## 简历

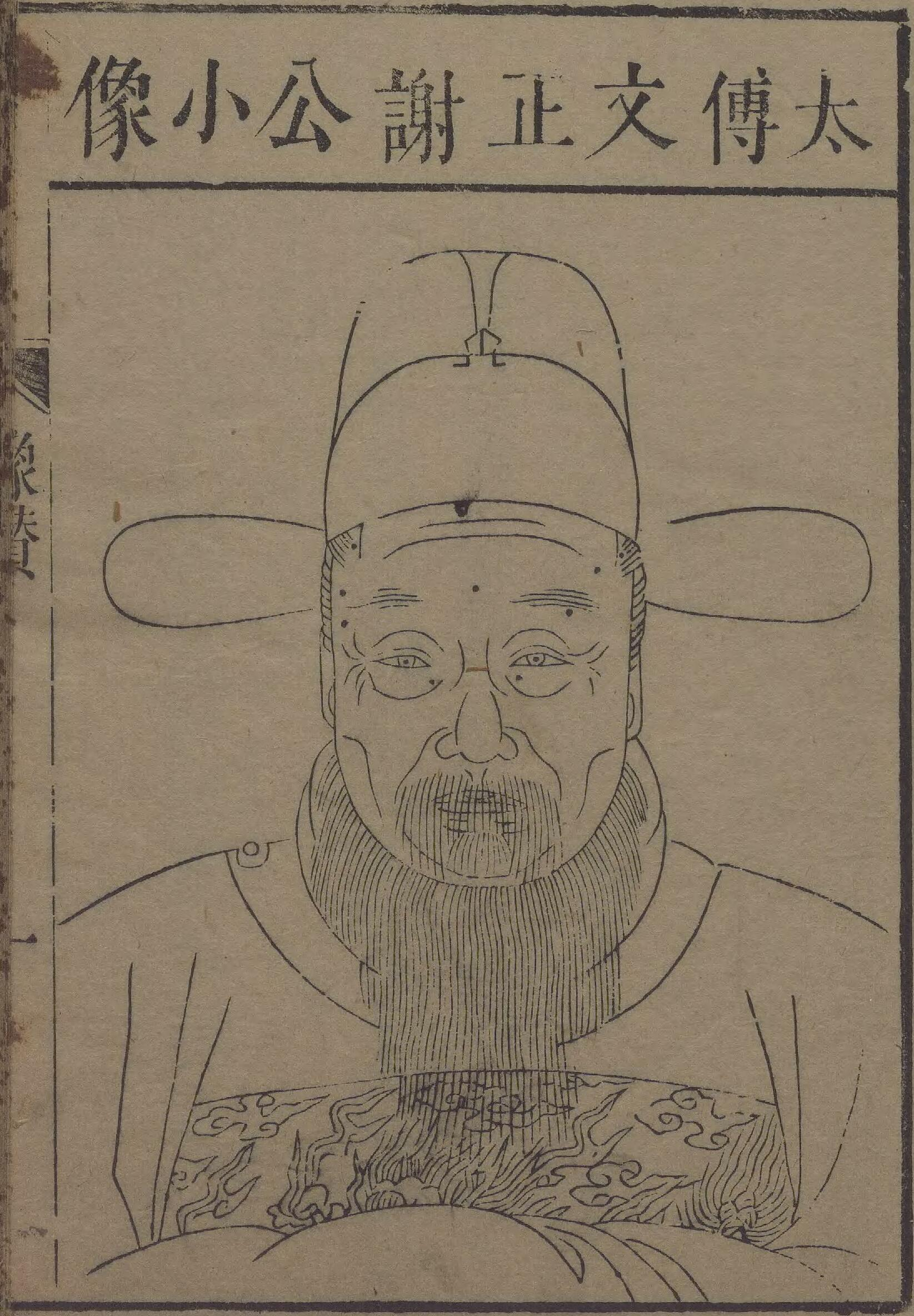
謝遷像

成化十年（1474年），举浙江乡试第一；27歲中式成化十一年（1475年）乙未科会试第三名，殿试中一甲第一名進士（状元）；授翰林院修撰，迁左庶子，累迁少詹事兼侍讲学士。弘治八年（1495年），入阁参与机务，加太子少保、兵部尚书兼东阁大学士；与刘健、李东阳同辅国政，被认为是贤相，有“李公谋，刘公断，谢公尤侃侃”之诮。
明武宗嗣位，累加封至太子少傅。时大宦官刘瑾专权，谢迁奏诛刘瑾，帝不纳。刘瑾怀恨，勾结人马排斥谢迁弟谢迪（兵部主事）、其子谢丕（翰林院编修）。正德四年（1509年），刘瑾以“徇私援引”为由，将谢迁荐举之浙东周礼等三人谪官戍边。同年（1509年12月），刘瑾又强夺谢迁的诰命，追还帝所赐之玉带服饰。正德五年（1510年）8月，刘瑾伏诛，谢迁官复原职。嘉靖六年（1527年），诏复起为阁臣，时谢迁高龄79岁，使臣催促他尽早起程；至京同张璁入阁。次年（1528年），以老辞官还乡。
嘉靖十年（1531年）卒，赠太傅，谥文正。

## 著作
谢迁善书法，明朝王世贞《国朝名贤遗墨》中有录。又好弈棋。
- 《谢文正公集》
- 《木溪归田稿》

## 家族
曾祖謝原廣。祖父謝莹，前布政司都事。父謝恩。母邹氏。重庆下。弟謝選、謝迪、謝遲。
謝遷六子：長子謝正，官中書舍人；次子謝丕，以弘治十八年進士及第入翰林，為仲弟于五公（謝選）後；次謝豆；次謝亘，癊補國子生，為季弟方伯石厓公（謝迪）後；次謝至；次謝垔，皆郡庠生。女二，長適提學副使馮蘭之子馮汝才；次適都御史宋冕之子宋惟昭。

## 遗迹
- 余姚泗门万安桥
- 余姚泗门大学士第
- 余姚泗门状元楼
- 余姚城龙泉山谢文祠

## 延伸阅读
[在维基数据编辑]
 《國朝獻徵錄·卷之十四》，出自焦竑《國朝獻徵錄》
 《明史卷一百八十一》，出自《明史》
 在维基共享资源阅览影像